# 長井ありさ
長井 ありさ（ながい ありさ、1959年11月20日 - ）は、長崎県を拠点に活動する日本のフリーアナウンサー、アロマテラピー講師。旧姓は田川。

## 来歴
長崎県長崎市出身。血液型はB型。
長崎県立長崎東高等学校在学中の1977年、第24回NHK杯全国高校放送コンテストアナウンス部門で準優勝を果たす。このコンテストで司会を務めていた桜井洋子（NHKアナウンサー）に憧れたことと、この時に自覚した才能を信じてアナウンサーを志すようになったという。
長崎県立女子短期大学英文科を卒業後に長崎放送に入社し、同局のアナウンサーになる。英文科卒であることを活かし、ポップスのランキング番組では英語による曲紹介も行っていた。
1987年11月、当時長崎放送報道局に勤務していたカメラマンと結婚。それに伴い、活動名義も田川 ありさから長井 ありさへと改めた。
1999年6月、メディカルアロマテラピーの普及団体であるナード・アロマテラピー協会 (NARD) 認定資格を取得。後にNPO法人日本メディカルアロマテラピー協会 (JMAA) に参加し、2001年8月に同協会認定スペシャリスト資格を、2002年3月に同協会認定講師資格を取得する。
2004年9月に長崎放送を退社し、フリーアナウンサーに転身。またJMAA九州支部の代表となり、同協会の長崎校であるスクール兼サロンAntyusa（アンチューサ）を主宰している。なおフリーへの転身後には、すべてひらがな表記のながい ありさを活動名義に用いている。

## 担当番組

### テレビ番組
- エプロン930[4]
- 朝のホットライン（TBS）[4]
- ザ・ベストテン（TBS） - NBC追っかけウーマン
- トクトクタイム[2]

### ラジオ番組
- スイッチオン ヤングジャーナル[3]
- 青春キャンパス（文化放送） - キャンパスリーダー[3]
- 只今お昼歌謡曲[3]
- 気分はリズム ありさのホット・ヒット・ランク[4]（1986年 - 1988年3月）
- ありさん・クマさんの土曜はBANG BANG[9]（1988年4月 - 1989年3月）
- ときめきワイド Lスタからこんにちは[9] - 木曜担当（1988年4月 - 1989年3月）
- サンデーありさのHOT電リク[9]（1989年4月 - 1990年3月）
- ときめきワイド 気ままにアーブ[9]（1990年10月 - 1993年9月/1995年4月 - 1996年3月） - 月曜・火曜担当 → 水曜・木曜担当（1992年4月 - 1993年9月）、月曜・火曜担当（1995年4月 - 1996年3月）
- おまかせワイド ありさのどんなモーニング[9] - 金曜担当（1992年4月 - 1993年3月）
- 歌のない歌謡曲[9]（JRN企画ネット番組、1994年4月 - ）
- サタデー歌謡ゼミナール 何でもアリサ！[9]（1996年4月 - ）
- ありさ・ウエモトの午後はいただき[9] - 金曜担当（1996年10月 - ）